# 周定山
周定山（1898年10月25日—1975年），本名周火樹，字克亞，號一吼，又號公望、銕魂、化民、悔名生、公望生、頑銕等，人稱半閑先生、半閑老叟。臺灣彰化縣鹿港鎮人，日治時期跨越新舊文學作家。曾於二二八期間被補。除詩文創作外，亦擅長漢醫、書法、繪畫及刻印等。

## 生平
周定山出生於日治時期臺中州彰化郡鹿港街:14，1907年入鹿港公學校就讀，1912年畢業後進入鹿港文開書院。幼時家境貧寒，曾於工廠及陶瓷店擔任木工及夥計，後輾轉前往臺北謀生，成為布莊學徒。早年工作、生活期間，嚐盡世間冷暖，故其性格悲抑，特別同情關懷低下階層。雖身處困苦之中，周定山仍於業餘時間在私塾修習漢文。1921年鹿港「大冶吟社」成立，周定山加入該社。
1922年3月，入廈門大學文科就讀，1924年1月中止學業返臺。1924年受聘為彰化花壇李家教師，自此棄商從文。翌年，周定山前往中國，於漳州中瀛協會擔任《漳州新聞》編輯。於五三慘案後返回臺灣，1927—1932年先後任教於大雅讀書會及北屯漢文研究會。1934年轉任《臺中新報》編輯，翌年再任《東亞新報》漢文部主任。盧溝橋事件後，中日戰爭爆發，1938年周定山應召從軍，前往上海擔任「畑部隊特務部要員」，後因父親生病而返臺，受霧峰林紀堂聘為家庭教師。此次從軍之行留有漢詩集《倥偬唫草》。1942年與友人在彰化觀音亭一帶開設中藥材行「榮泰行」，後全毀於戰火。
1946年4月參加甲種公職候選人臨時檢覈合格，5月先任臺灣省商會聯合會業務組組長，後任臺南縣虎尾區署民政課長。1947年1月應莊遂性之聘，任臺中圖書館「舊藏日文圖書整理委員會」整理委員，亦同時加入櫟社初任虎尾區民政課長，後轉任臺灣省商業聯合會，應聘臺中省立圖書館編目，亦同時加入櫟社。二二八事件期間一度被捕，後無罪釋放。10月，省縣甲種公職候選人考試檢覈合格。1951年，任臺北任民政廳地方自治會編目委員。其於工作餘暇，亦參與台灣詩壇活動，與北部詩人于右任、賈景德、陳含光等人時有往來。隔年，周定山返鄉養病，仍不時參加豐原富春吟社、臺中芸香吟社等詩會。後應鹿港鎮公所之聘用，於泉郊會館教授漢文，也在鹿港各地傳授書法。晚年頻遭喪子及悼亡之痛，又加上貧病交侵，但他仍教學不倦。1963年從《詩文之友》5萬多首中篩選出3千多首，詩人七百餘人，編成《臺灣擊缽詩選》，由詩文之友社發行。1975年去世。

## 作品
著有《大陸吟草》、《倥偬唫草》、《一吼居詩存》、《一吼劫前集》、《一吼劫後集》、《先父行述》、《周氏家族名簿》、《一吼詩畸》、《一吼居譚詩》、《古今詩話探微》。編有《台灣擊鉢吟選集》。新文學作品見於其剪貼簿《一吼敝帚集》。國立臺灣文學館於2022年出版《周定山全集》八冊，分別為漢詩卷上下冊、小說散文卷1冊、文獻卷1冊，影像卷4冊。

## 成立半閑吟社
1958年6月，周定山於鹿港成立半閑吟社，擔任社長。創社社員有：周定山、郭新林、施冰如、王芳壤、王景瑞、施進傳、張禮炳、吳東源、王春暉、許瑞麟、王漢英、施榮坤、施文炳、蔡茂林、王世祥、莊錦西、施一愚、林榮弘、施福來、施維謀、施炎城、王長壽。
活動時間約一個月一次。從目前可見文獻可知其31期結束時間有可能落在1962年9月之後。
許惠玟曾提到：「半閒吟社是周定山自己擔任社長的惟一社團，參與社員幾為鹿港當地人士，其背景或非漢詩文出身，且橫跨各行各業，除活動時間固定外，所參與的社外活動仍然集中在鹿港地區，具有相當強的在地聯結。」